# Comuna Maneatîn, Slavuta
Maneatîn (în ucraineană Манятин) este o comună în raionul Slavuta, regiunea Hmelnîțkîi, Ucraina, formată din satele Iablunivka și Maneatîn (reședința).

## Demografie
Componența lingvistică a comunei Maneatîn
     Ucraineană (99,45%)
     Alte limbi (0,55%)
Conform recensământului din 2001, majoritatea populației comunei Maneatîn era vorbitoare de ucraineană (99,45%), existând în minoritate și vorbitori de alte limbi.